# Domaine de Kasama

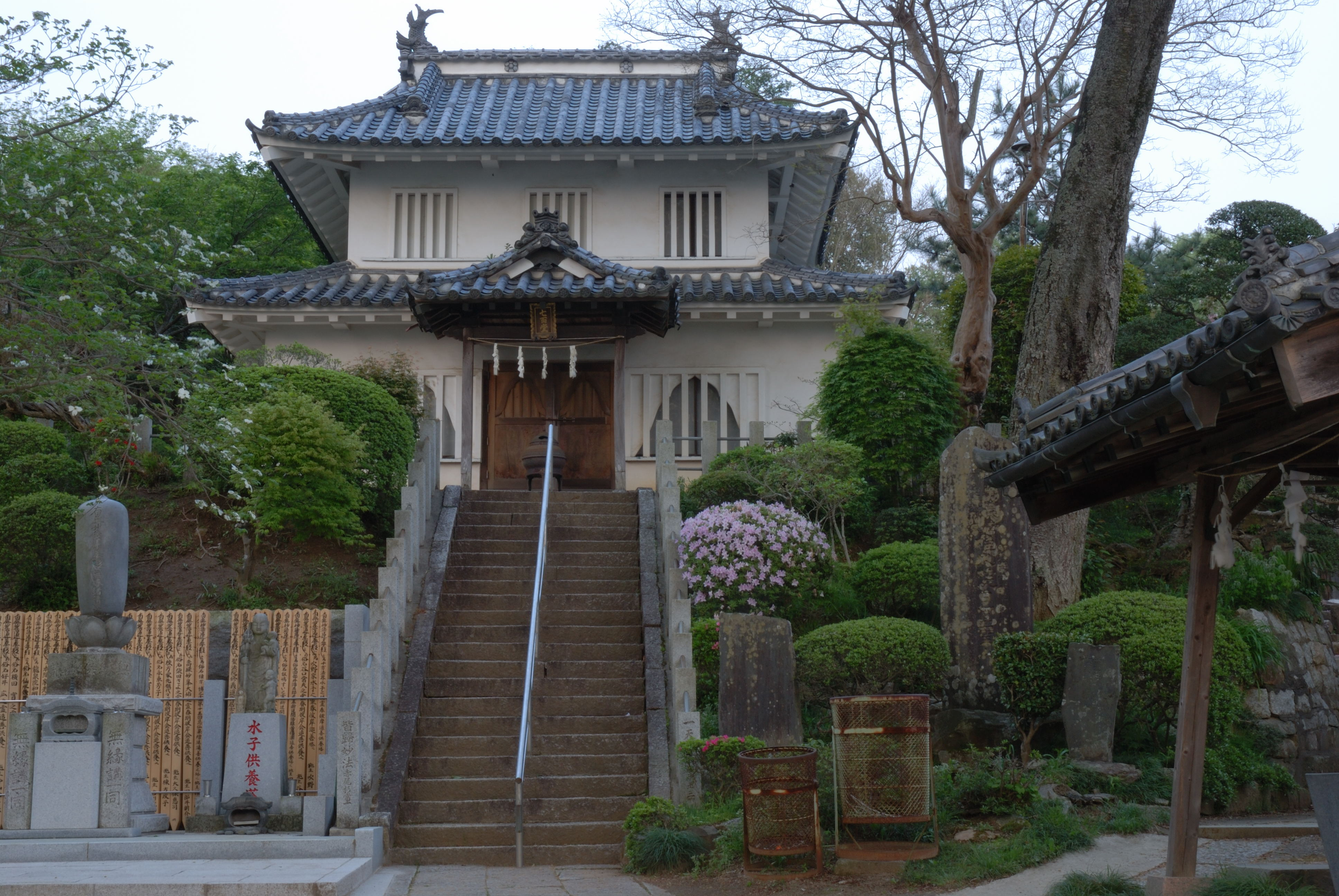
Une yagura du château de Kasama.

Le domaine de Kasama (笠間藩, Kasama-han) est un han japonais de l'époque d'Edo situé dans la province de Hitachi (de nos jours Kasama).

## Liste des daimyos
- Clan Matsudaira (Matsui)

1. Yasushige

- Clan Ogasawara (fudai daimyo ; 30 000 koku)

1. Yoshitsugu

- Tenryō

- Clan Matsudaira (Toda) (fudai daimyo ; 30 000 koku)

1. Yasunaga

- Clan Nagai 32 000 → 52 000 koku)

1. Naokatsu

- Clan Asano (tozama daimyo ; 53 500 koku)

1. Nagashige
2. Naganao

- Clan Inoue (fudai daimyo ; 50 000 koku)

1. Masatoshi
2. Masatō

- Clan Matsudaira (Honjō) (fudai daimyo ; 40 000 → 50 000 koku)

1. Munesuke
2. Suketoshi

- Clan Inoue (fudai daimyo ; 50 000 → 60 000 koku)

1. Masamine
2. Masayuki
3. Masatsune

- Clan Makino (fudai daimyo ; 80 000 koku)

1. Sadamichi
2. Sadanaga
3. Sadaharu
4. Sadamoto
5. Sadakazu
6. Sadakatsu
7. Sadahisa
8. Sadanao
9. Sadayasu

## Source de la traduction
- (en) Cet article est partiellement ou en totalité issu de l’article de Wikipédia en anglais intitulé « Kasama Domain » (voir la liste des auteurs).